# 内罗毕总站
内罗毕总站（英語：Nairobi Terminus）是蒙巴萨－内罗毕标准轨铁路上的一座铁路车站，位于肯尼亚首都内罗毕境内。该站每日发出两列旅客列车，包含一列站站停列车和一列开往蒙巴萨总站的直达特快列车。
该站修建在现有的Syokimau站旁，乘客可由标准轨列车转乘米轨列车到达内罗毕的市中心。